# Cerro Largo FC
Cerro Largo FC je uruguayský fotbalový klub z Mela, který působí v uruguayské Primera División. Klub byl založen v roce 2002 a svoje domácí utkání hraje na Estadio Arquitecto Antonio Eleuterio Ubilla s kapacitou 8 000 diváků.
Klubové barvy jsou modrá a bílá.